# واکنش مانیخ
واکنش مانیخ (انگلیسی: Mannich reaction) یک نام واکنش در شیمی آلی است که طی آن هیدرژن فعال در یک ترکیب آلی با یک گروه آمینومتیل یا گروه‌های مشتق شده آمینو متیل جایگزین می‌شود. این واکنش به افتخار شیمیدان آلمانی کارل مانیخ نامگذاری شده‌است.